# Liste der Monuments historiques in Le Bizot
Die Liste der Monuments historiques in Le Bizot führt die Monuments historiques in der französischen Gemeinde Le Bizot auf.

## Liste der Immobilien
| Bezeichnung       | Beschreibung                                | Standort                 | Kennzeichnung | Schutzstatus | Datum | Bild           |
| ----------------- | ------------------------------------------- | ------------------------ | ------------- | ------------ | ----- | -------------- |
| Kirche St-Georges | 1508 erbaut                                 | Rue de l’Église (Lage)   | PA00101616    | Classé       | 1969  | weitere Bilder |
| Maison de Justice | ehemaliges Gerichtsgebäude, bezeichnet 1527 | 3 rue de l’Église (Lage) | PA25000022    | Inscrit      | 2001  | weitere Bilder |

## Liste der Objekte
| Bezeichnung                                                    | Beschreibung                                                     | Standort                        | Kennzeichnung | Schutzstatus | Datum | Bild |
| -------------------------------------------------------------- | ---------------------------------------------------------------- | ------------------------------- | ------------- | ------------ | ----- | ---- |
| Zwei Adlerpulte                                                | Holz, 17. Jahrhundert                                            | in der Kirche St-Georges (Lage) | PM25000391    | Classé       | 1928  |      |
| Reiterskulptur Heiliger Georg                                  | Holz, farbig gefasst, 17. Jahrhundert                            | in der Kirche St-Georges (Lage) | PM25000392    | Classé       | 1962  |      |
| Rechter Seitenaltar                                            | Retabel; Holz, farbig gefasst und vergoldet, 18. Jahrhundert     | in der Kirche St-Georges (Lage) | PM25000393    | Classé       | 1964  |      |
| Gemälde Pietà und Schweißtuch                                  | Ölfarbe auf Leinwand, 17. Jahrhundert                            | in der Kirche St-Georges (Lage) | PM25000394    | Classé       | 1964  |      |
| Zwei Skulpturen: Heiliger Rochus und Johannes Evangelist       | Holz, farbig gefasst und vergoldet, 17. Jahrhundert              | in der Kirche St-Georges (Lage) | PM25000395    | Classé       | 1964  |      |
| Skulptur Heiliger Gratian                                      | mit Konsole; Holz, farbig gefasst, 16. Jahrhundert               | in der Kirche St-Georges (Lage) | PM25000396    | Classé       | 1964  |      |
| Skulptur Heiliger Augustinus                                   | mit Konsole; Holz, farbig gefasst und vergoldet, 16. Jahrhundert | in der Kirche St-Georges (Lage) | PM25000397    | Classé       | 1964  |      |
| Skulptur Madonna mit Kind                                      | mit Konsole; Holz, farbig gefasst, 16. Jahrhundert               | in der Kirche St-Georges (Lage) | PM25000398    | Classé       | 1964  |      |
| Skulptur einer Heiligen mit Buch                               | mit Konsole; Holz, farbig gefasst, 16. Jahrhundert               | in der Kirche St-Georges (Lage) | PM25000399    | Classé       | 1964  |      |
| Skulptur einer Heiligen mit Kelch                              | mit Konsole; Holz, farbig gefasst, 16. Jahrhundert               | in der Kirche St-Georges (Lage) | PM25000400    | Classé       | 1964  |      |
| Skulptur eines predigenden Geistlichen                         | Holz, farbig gefasst, 18. Jahrhundert                            | in der Kirche St-Georges (Lage) | PM25000401    | Classé       | 1964  |      |
| Kanzrl                                                         | Holz, 18. Jahrhundert                                            | in der Kirche St-Georges (Lage) | PM25000402    | Classé       | 1964  |      |
| Zwei Wandgemälde: Mariä Heimsuchung und heiliger Christophorus | aus der ersten Hälfte des 16. Jahrhunderts                       | in der Kirche St-Georges (Lage) | PM25000403    | Classé       | 1973  |      |
| Kruzifixus                                                     | Holz, farbig gefasst, 17. Jahrhundert                            | in der Kirche St-Georges (Lage) | PM25001909    | Inscrit      | 1979  |      |
| Orgel                                                          | Haupteintrag für PM25000404                                      | in der Kirche St-Georges (Lage) | PM25002510    | Classé       | 1973  |      |
| Instrumentalteil der Orgel                                     | 1835 von Joseph Callinet gebaut                                  | in der Kirche St-Georges (Lage) | PM25000404    | Classé       | 1973  |      |